# Chien d’artois
Chien d’artois är en hundras från Artois, Pas-de-Calais och Picardie i norra Frankrike. Den är en braquehund och drivande hund som jagar koppel (pack). Den används till drevjakt på hare, rådjur och vildsvin. Rasen är omnämnd redan på 1600-talet. Senare har inkorsning av foxhound och harrier skett.